# RT (televizní stanice)
RT (dříve známá jako Russia Today) je vícejazyčná ruská zpravodajská televizní síť se sídlem v Moskvě a financovaná z ruského státního rozpočtu. Byla spuštěna 10. října 2005. Do roku 2013 byla provozována tiskovou agenturou RIA Novosti, která byla oficiálním orgánem Ruské federace. Po reorganizaci se tato tisková agentura nazývá Rusko dnes (anglicky Russia Today), není však nyní s televizní stanicí RT propojena. Stanici byla z důvodu manipulace, zkreslování faktů a podpory nevyprovokované agrese vůči Ukrajině koncem února 2022 odňata možnost vysílat na území Evropské unie.

## Popis
Vysílá 24 hodin denně v angličtině, arabštině, ruštině a španělštině a používá kabelový, satelitní i internetový přenos. Ve Spojených státech amerických je druhou nejsledovanější zahraniční zpravodajskou stanicí po BBC World a její videa na YouTube zhlédlo přes tři miliardy lidí (údaj k lednu 2022). V roce 2013 překonala jednu miliardu zhlédnutí jako vůbec první zpravodajský kanál v historii YouTube. Má hlavní sídlo v Moskvě, studio ve Washingtonu, D.C. a pobočky v Los Angeles, Miami, Londýně, Paříži, indickém Dillí, argentinském Buenos Aires, gruzínském Cchinvali a izraelském Tel Avivu. Celosvětově má kolem 2000 zaměstnanců.
Televize RT, jejíž provoz je subvencován státem, je někdy kritizována a obviňována z podjatosti, propagandy a překrucování faktů. Některé jazykové verze vysílají na satelitu v HD rozlišení a v DD zvuku.

## Kanály RT
- RT International – události ze světa, s určitým důrazem na Rusko (anglicky)
- RT America – zaměřuje se na americký kontinent, zejména na USA, popř. na vzájemné rusko-americké vztahy (anglicky)
- Rusiya al Yaum – události (s celosvětovým zaměřením) (arabsky)
- RT en Español – události (s celosvětovým zaměřením) (španělsky)
- RT Documentary – původní produkce dokumentárních filmů, většinou zaměřených na Rusko (anglicky)

## Kontroverze

### Propaganda
Stanice je všeobecně považována za nástroj propagandy ruské vlády a její zahraniční politiky.
Náklady stanice jsou prokazatelně hrazeny z rozpočtu Ruské federace za přímé podpory Vladimira Putina.
V době globální pandemie covidu-19 mediální obsah RT určený pro diváky v Rusku podporoval vakcinaci a další opatření pro omezení šíření choroby, zatímco příspěvky určené pro zahraniční publikum poskytovaly širokou publicitu odpůrcům očkování, zdůrazňovaly negativní aspekty a šířily i jiné zprávy zpochybňující potřebnost a účinnost protiepidemických opatření. Některé kanály RT na YouTube byly na podzim 2021 zablokovány pro porušení tamních pravidel týkajících se šíření dezinformací o covid-19.

## Zákaz sítě
Vysílání RT bylo zakázáno na území různých států kvůli obavám z šíření ruské propagandy. Ukrajina zakázala RT již v roce 2014 (po anexi Krymu Ruskem). V roce 2022 se připojily Spojené státy, Estonsko, Litva, Velká Británie a Německo, stanici RT byl zablokován účet na YouTube.

### Země, které odňaly síti právo na televizní vysílání na vlastním území
- Kanada (2022)
- Spojené státy americké (2022)

#### Země a celky, které zároveň zablokovaly webové domény sítě
- Ukrajina (2014)
- Moldavsko (2023)

#### Země a celky, které zároveň zablokovaly webové domény sítě, včetně zákazu zobrazování na sociálních sítích
- Lotyšsko (2020)
- Litva (2020)
- Spojené království (2022)
- Evropská unie (2022)